# صورتک‌های مصری
صورتک‌های مصری (ارمنی: Եգիպտական դիմակներ) یک نقاشی چسب‌رنگ از ماردیروس ساریان، نقاش اهل ارمنستان است که در سال ۱۹۱۱ میلادی خلق شده است و در نگارخانه ملی ارمنستان نگهداری می‌شود.